# Родина-мать

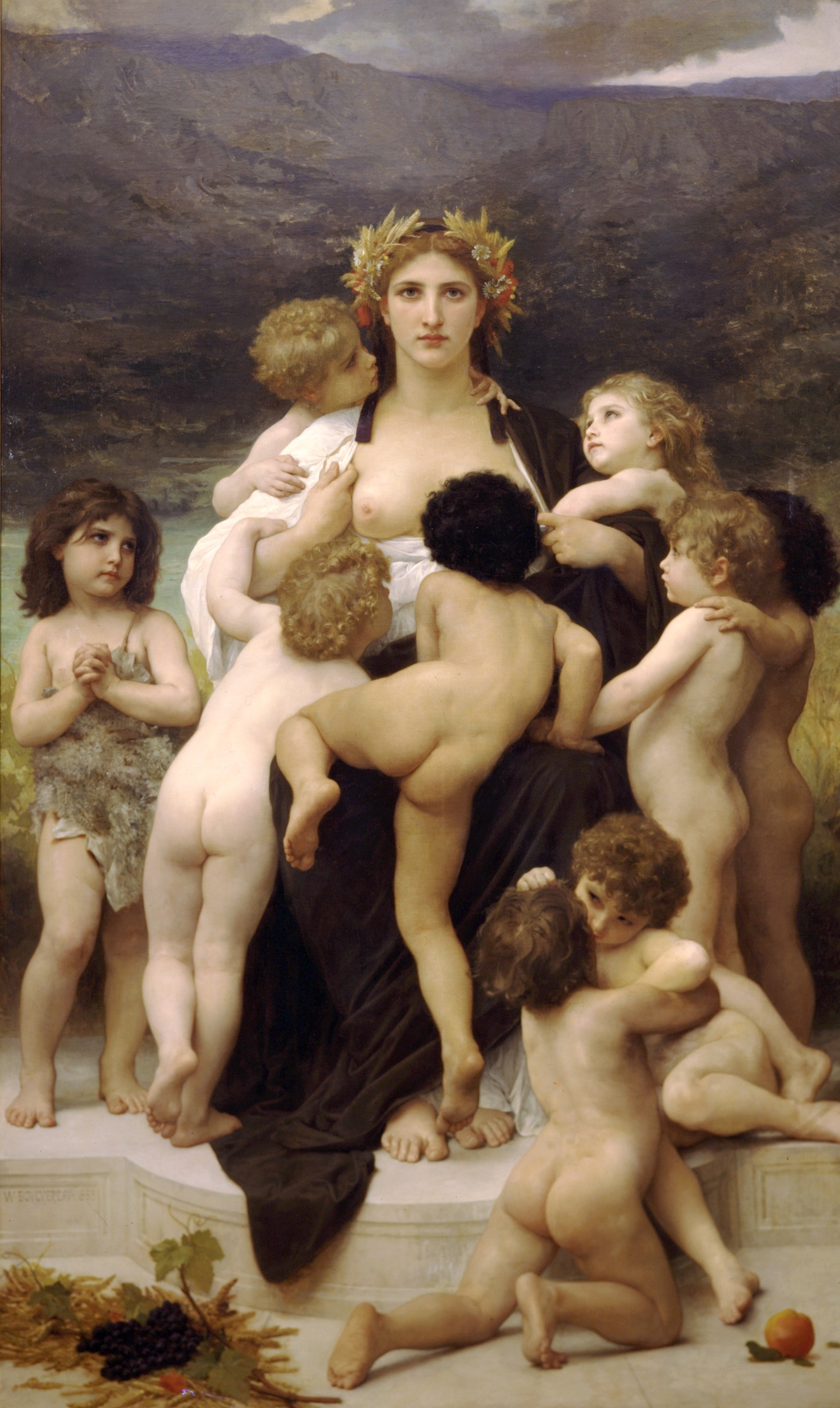
Вильям Бугро, «Родина-мать» (1883)

Ро́дина-мать — один из широко распространённых образов, использовавшихся в мировой культуре. Особенно популярным образ стал в СССР времён Великой Отечественной войны.

## История
Само выражение «Родина-мать» бытовало в русском языке ещё в XIX веке, например оно встречается в поэме Некрасова «Саша».
Своим происхождением советский образ Родины-матери обязан плакату Ираклия Тоидзе «Родина-мать зовёт!». Образ присутствует также на плакате того же художника «За Родину-мать!» а также, возможно, на плакатах В. Б. Корецкого «Новыми победами прославим наши боевые знамёна!» и Д. А. Шмаринова «Воин, ответь Родине победой!». Образ Родины-матери использовался в патриотических постановках: в частности, эту роль в таких постановках исполняла Римма Маркова.

## Скульптуры «Родина-мать»
Известнейшими и крупнейшими монументальными воплощениями образа стали: статуя «Родина-мать зовёт!» на Мамаевом Кургане в Волгограде, статуя «Родина-мать» на берегу Днепра в Киеве. Также небольшая статуя «Родина-мать» установлена на Пискарёвском мемориальном кладбище в Санкт-Петербурге.
В честь победы в Великой Отечественной войне в Армении и Грузии воздвигнуты статуи местным аналогам Родины-Матери. В Армении это статуя Майр Айастан — «Мать-Армения» в Ереване, в Грузии — «Мать Картли» (Картвлис Деда) в Тбилиси.
| Скульптура                                 | Страна       | Населённый пункт                      | Место                                                                                     | Годы      | Авторы проекта                                                                                       |
| ------------------------------------------ | ------------ | ------------------------------------- | ----------------------------------------------------------------------------------------- | --------- | --- |
| Родина-мать, скорбящая о погибших сыновьях | Беларусь     | Минск                                 | Остров Мужества и Скорби                                                                  | 1996      | скульптор: Юрий Павлов, архитектор: Дмитрий Хомяков                                                  |
| Родина-мать                                | Беларусь     | Минск                                 | Минск — город-герой                                                                       | 1974      | скульптор: Занкович, Валентин Павлович, архитекторы: В. Крамаренко, В. Евсеев, В. Романенко          |
| Родина-мать                                | Германия     | Берлин                                | Трептов-парк                                                                              |           | |
| Родина-мать                                | Германия     | Берлин                                | Народный парк Шёнхольцер-Хайде                                                            |           | |
| Родина-мать                                | Испания      | Мадрид                                | Памятник советским добровольцам, воевавшим в Испании в годы гражданской войны             |           | |
| Родина-мать                                | Россия       | Будённовск                            |                                                                                           |           | |
| Родина-мать зовёт                          | Россия       | Волгоград                             | Памятник-ансамбль «Героям Сталинградской битвы» на Мамаевом кургане                       | 1959-1967 | Е. В. Вучетич, Н. В. Никитин                                                                         |
| Родина-мать                                | Россия       | Вышестеблиевская (Краснодарский край) |                                                                                           |           | |
| Родина-мать                                | Россия       | Калининград                           |                                                                                           |           | |
| Родина-мать                                | Россия       | Калуга                                | Площадь Победы                                                                            | 1973      | архитекторы Е. Киреев, П. Перминов, скульпторы Н. Клиндухов, Л. Присяжнюк                            |
| Памятник Родине-матери                     | Россия       | Кубенское (Вологодская область)       |                                                                                           |           | |
| Родина-мать                                | Россия       | Набережные Челны (Татарстан)          | Улица Студенческая                                                                        | 1975      | Ильдар Ханов                                                                                         |
| Родина-мать                                | Россия       | Нижний Новгород                       |                                                                                           |           | |
| Родина-мать                                | Россия       | Павловск (Воронежская область)        |                                                                                           |           | |
| Родина-мать                                | Россия       | Пенза                                 | Монумент воинской и трудовой Славы                                                        |           | |
| Мать-Родина                                | Россия       | Санкт-Петербург                       | Пискарёвское мемориальное кладбище                                                        |           | |
| Родина-мать                                | Россия       | Томск                                 | Лагерный сад («Мемориал боевой и трудовой славы томичей», также известный как «Пост № 1») |           | |
| Родина-мать                                | Россия       | Старые Бурасы (Саратовская область)   |                                                                                           |           | |
| Родина-мать                                | Туркменистан | Мары                                  |                                                                                           |           | |
| Родина-мать                                | Узбекистан   | Ташкент                               | Площадь Независимости                                                                     |           | |
| Родина-мать                                | Украина      | Киев                                  | Музей истории Украины во Второй мировой войне                                             |           | Василий Бородай                                                                                      |
| Родина-мать                                | Украина      | Харьков                               | Мемориал Славы в Лесопарке на Белгородском шоссе                                          | 1970-1977 | Скульпторы: Агибалов, Овсянкин, Рык; Архитекторы: Алфёров, Максименко, Черкасов; Художник Светлоусов |
| Родина-мать                                | Украина      | Ахтырка (Сумская область)             | Монумент Бессмертия                                                                       | 1967      | Скульпторы К. Годулян, И. Гречаник, архитектор Б. Бердник                                            |
| Родина-мать                                | Украина      | Краснодон (Луганская область)         |                                                                                           |           | |
| Родина-мать                                | Украина      | Торез (Донецкая область)              |                                                                                           |           | |
| Родина благословляет Воина                 | Украина      | Львов                                 | Монумент Славы                                                                            |           | |

Волгоград
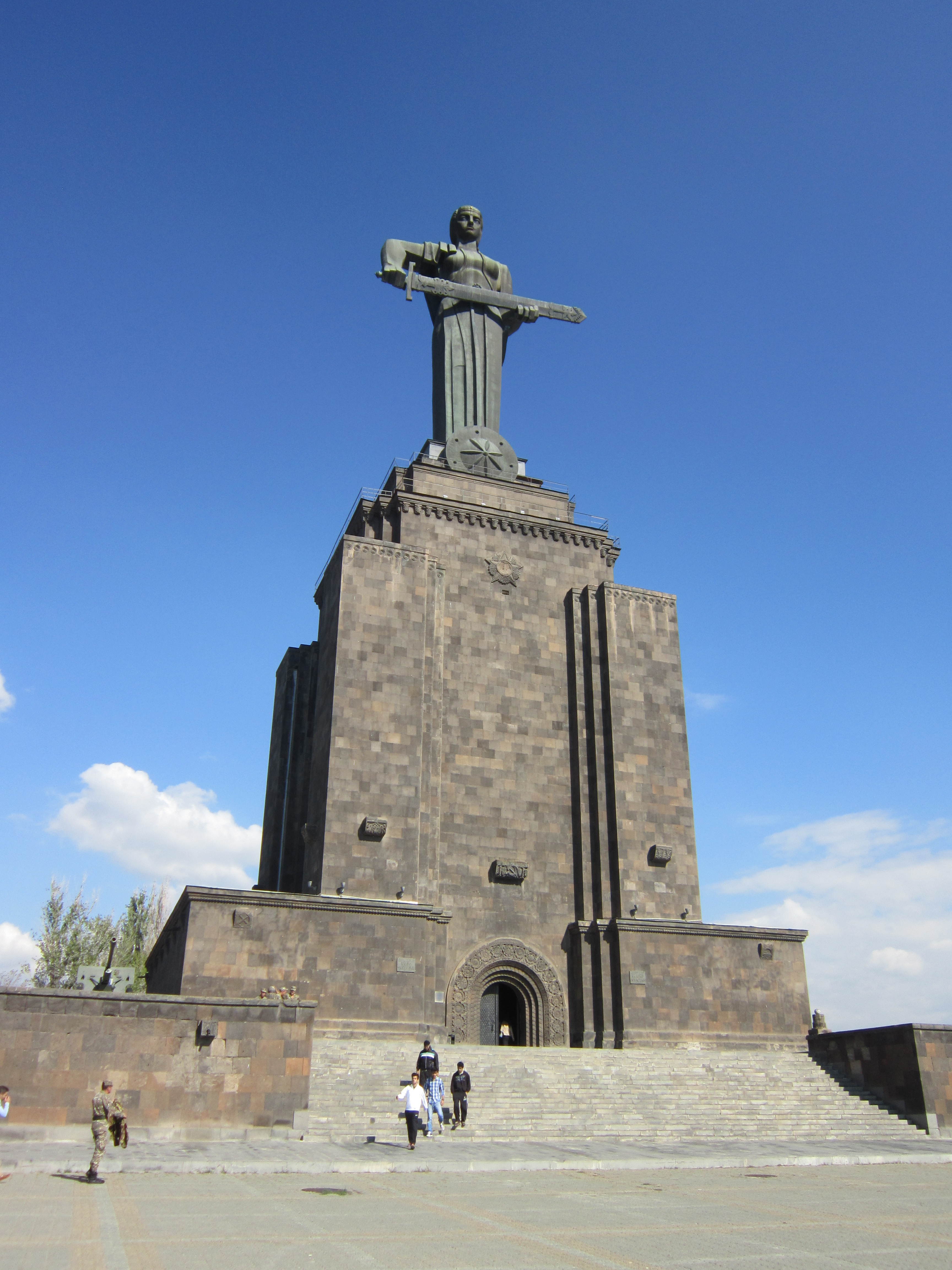
Ереван, Армения

## Использование образа и названия
- Волгоградская статуя изображена на юбилейной медали «Тридцать лет Победы в Великой Отечественной войне 1941—1945 гг.» и на гербе Волгоградской области.
- Родина-мать изображена на стеле «Монумент Победы» в Барнауле.
- Барельеф с изображением Родины-матери есть на площади Славы в Самаре.
- Родина-мать изображена на панно на станции Комсомольская Московского метрополитена.
- Родина-мать (Маці-Радзіма) упоминается в гимне Белоруссии.
- В Азербайджане есть партия Ana Vətən (Родина-мать).